# 小行星6031
小行星6031 良寬（英語：6031 Ryokan）是一颗围绕太阳公转的小行星。1982年1月26日，香西洋树、古川麒一郎在木曾町发现了此天体，以日本江戶時代的禪門曹洞宗僧人良寬（1758年－1831年）命名。
这颗小行星的绝对星等为11.6等。